# Jivaro (film)
Jivaro is een Amerikaanse avonturenfilm in Technicolor uit 1954 onder regie van Edward Ludwig. Destijds werd de film in Nederland uitgebracht onder de titel De schat van de Amazone.

## Verhaal
De Amerikaanse Alice Parker arriveert in een klein dorpje in de oerwoud van de Amazone, op zoek naar haar verloofde Jerry Russell, die enkele tijd geleden het oerwoud in is getrokken om goud te vinden. Ze schakelt de hulp in van regio-expert Rio Galdes en betaalt hem om haar te vervoeren naar een dorpje waar ze gelooft dat Jerry een plantage bezit. Alice weet niet dat Rio hiervoor contact heeft gehad met Jerry en zodoende weet dat Jerry een alcoholistische leugenaar is. Onderweg treft ze een stammeisje genaamd Maroa aan in een hut van Jerry en leert zodoende over zijn overspel en leugens. Kort daarna wordt ze aangerand door een goudzoeker, Tony. Rio redt Alice en wordt verliefd op haar. Die nacht uit Alice haar twijfels over Jerry en zoent Rio.
De volgende dag vertelt een priester het duo dat een medaillon van Jerry diep in de jungle is gevonden en dat hem mogelijk iets is overkomen. Rio en Alice beginnen een expeditie de jungle in, maar de wegen worden steeds onbegaanbaarder en gevaarlijker. Op de tweede dag treffen ze Jerry's lichaam aan bij een ruïne vol goud. Tony is hen gevolgd op de expeditie en zet zijn zinnen op dit goud, ondanks waarschuwing van Rio dat lokale stamvolken hem zullen achtervolgen. Zoals verwacht worden ze aangevallen en komen Tony en diens handlanger Vinny om het leven. Rio en Alice weten succesvol te ontsnappen en besluiten om het oerwoud gezamenlijk te verlaten.

## Rolverdeling
| Acteur              | Personage            |
| ------------------- | -------------------- |
| Fernando Lamas      | Rio Galdez           |
| Rhonda Fleming      | Alice Parker         |
| Brian Keith         | Tony                 |
| Lon Chaney jr.      | Pedro Martines       |
| Richard Denning     | Jerry Russell        |
| Rita Moreno         | Maroa                |
| Marvin Miller       | Jivaro Chief Kovanti |
| Morgan Farley       | Vinny                |
| Pascual García Peña | Sylvester            |
| Nestor Paiva        | Jacques              |
| Kay Johnson         | Umari                |
| Charles Lung        | The Padre            |
| Gregg Barton        | Edwards              |

## Productie
Aanvankelijk werd John Payne aangesteld in de mannelijke hoofdrol en zou de film in 3d worden uitgebracht. Fernando Lamas en Rhonda Fleming werden in april 1953 aangekondigd als de hoofdrolspelers.

## Ontvangst
De film kreeg in Nederland destijds slechte kritieken. Recensent van De Waarheid bekritiseerde "het trage verhaal" en schreef dat de film "zich in niets van het stereotype 'avonturen-om-goud-verhaal' [onderscheidt]". Criticus van Het Parool omschreef Jivaro als een "traag verlopende jungle-film" met een "boeiend gegeven" dat er "beslist niet uit [komt]".